# Michał Bartoszak
Michał Bartoszak (ur. 21 czerwca 1970 w Szamotułach) – polski lekkoatleta, biegacz długodystansowy.

## Osiągnięcia
Olimpijczyk z Aten (2004). Zawodnik UKS Biegus Wręczyca. Startował na wielu dystansach – od 1500 m do maratonu. 6-krotny mistrz Polski w biegach na 5000 m, 3000 m z przeszkodami i w biegu przełajowym, halowy mistrz Polski na 1500 m (1994).

## Rekordy życiowe
- bieg na 1500 metrów – 3:38,21 s. (4 września 1991, New Delhi) – 18. wynik w historii polskiej lekkiej atletyki[1]
- bieg na milę (hala) – 3:58,39 (6 lutego 1994, Fairfax) – do 2019 roku halowy rekord Polski
- bieg na 3000 metrów – 7:47,54 s. (15 czerwca 1996, Sopot) – 4. wynik w historii polskiej lekkiej atletyki[1]
- bieg na 5000 metrów – 13:29,72 s. (3 czerwca 1992, Victoria) – 5. wynik w historii polskiej lekkiej atletyki[1]
- bieg na 10 000 metrów – 28:57,26 s. (2002)
- bieg na 3000 metrów z przeszkodami – 8:22,84 s. (27 maja 1996, Hengelo) – 15. wynik w historii polskiej lekkiej atletyki[1]
- półmaraton – 1:03:35 s. (1999)
- bieg maratoński – 2:12:21 s. (1999)